# Veleposlanstvo Kine u Washingtonu D.C.
Veleposlanstvo Kine u Washingtonu D.C. predstavlja diplomatsko predstavništvo Narodne Republike Kine u SAD-u. Nalazi se na sjeverozapadu Washingtona u diplomatskoj četvrti, u susjedstvu s drugim veleposlanstvima. Trenutačni kineski veleposlanik je Xie Feng
Osim veleposlanstva u Washingtonu, Kina ima i konzularna predstavništva u New Yorku, Chicagu, Houstonu, Los Angelesu i San Franciscu.
5. kolovoza 2010. godine ispred zgrade kineskog veleposlanstva održani su prosvjedi zbog kineske politike prema Etiopiji. Protestiralo je nekoliko stotina američkih Etiopljana zbog kineskog naoružavanja i pružanja tehničke podrške genocidnom režimu u Etiopiji. Vođa prosvjeda, Tamagne Beyene tom je prilikom izjavio: "Kino, ti si izvor nestabilnosti na afričkom rogu. Kino, prekini s podrškom diktatorima diljem svijeta. Mi te smatramo odgovornom za podršku Zenawijevom genocidu u Etiopiji." Prosvjed se nakon toga nastavio ispred etiopskog veleposlanstva.

## Vanjske poveznice
- Službena web stranica veleposlanstva